# Мавзолей Тальхи ибн Убайдуллаха
Мавзолей Тальхи ибн Убайдуллаха (араб. مرقد ومسجد طلحة بن عبيد الله‎) — суннитский мавзолей или погребальный комплекс, находящийся в стадии строительства, расположенный в пригороде иракского города Басра — Эз-Зубайре. Мавзолей возводится над предполагаемой могилой Тальхи ибн Убайдуллаха, одного из сахабов, почитаемых в суннитском исламе. По состоянию на 2025 год строительство мавзолея было не окончено, он находился в стадии строительства.

## История
Раньше мавзолей был частью двухкупольного комплекса мечети Тальхи ибн Убайдуллаха, построенной в 1973 году, которая была самой большой мечетью в Басре. В 2006 году здание мечети было разрушено взрывчаткой шиитскими боевиками в отместку за взрыв мечети аль-Аскари. В том же году по той же причине были атакованы мавзолей Анаса ибн Малика и несколько других суннитских мечетей . В настоящее время гробница Тальхи ибн Убайдуллаха сохранилась, несмотря на разрушение мечети.